# مانیازی‌باش
مانیازی‌باش (انگلیسی: Manyazybash) یک شهرک در شهرستان دیورتیورلینسکی در استان باشقیرستان کشور روسیه است.